# Götz Schulte
Götz Schulte (* 1958 in Halle (Saale)) ist ein deutscher Schauspieler und Hörspielsprecher.

## Leben
Nach einer Ausbildung zum Maschinenschlosser, Bühnentechniker und Inspizienten absolvierte Götz Schulte ein Studium an der Hochschule für Schauspielkunst „Ernst Busch“ Berlin, gefolgt von Engagements am Mecklenburgischen Staatstheater Schwerin, am Theater Freiburg, am Berliner Ensemble, dem Schauspielhaus Düsseldorf, dem Münchner Residenztheater und dem Theater in der Josefstadt.
In München war Schulte in zahlreichen Inszenierungen zu sehen, wie Thomas Bernhards Stück Vor dem Ruhestand, Kabale und Liebe von Friedrich Schiller, William Shakespeares Komödie Was ihr wollt oder Schillers Räuber. Peter Zadek, Einar Schleef, George Tabori und Karin Henkel waren einige Regisseure, mit denen er in der Vergangenheit zusammengearbeitet hat.
Gelegentlich steht Schulte auch vor der Kamera. 2013 spielte er in Caroline Links Kinofilm Exit Marrakech, im Fernsehen war er unter anderem in zwei Tatort-Folgen als Staatsanwalt zu sehen. Wesentlich umfangreicher ist seine Arbeit für den Hörfunk. Seit Mitte der 1980er-Jahre hat Schulte in etwa 200 Produktionen mitgewirkt, zunächst für den Rundfunk der DDR, ab 1990 dann für verschiedene deutsche Sender.

## Theaterrollen (Auswahl)

### Schauspielhaus Düsseldorf
- 2006: Hochzeit (als Thut/Gall). Von Elias Canetti. Inszenierung: Amélie Niermeyer

### Residenztheater München
- 2014: Was ihr wollt (als Orsino). Von William Shakespeare. Inszenierung: Amélie Niermeyer[5][6]
- 2015: Netzwelt (als Doyle). Von Jennifer Haley. Inszenierung: Amélie Niermeyer[7][8]
- 2016: Geächtet (als Isaac). Von Ayad Akhtar. Inszenierung: Antoine Uitdehaag[9]
- 2018: Rückkehr in die Wüste (als Mathildes Bruder Adrien). Von Bernard-Marie Koltès. Inszenierung: Amélie Niermeyer[10]

### Zentraltheater München
- 2024: Der stumme Diener[11] (als Auftragsmörder Ben). Von Harold Pinter. Inszenierung: Antoine Uitdehaag[12]

## Filmografie
- 1990: König Phantasios
- 1994: Praxis Bülowbogen – Hilflos
- 1996: Tatort: Tod im Jaguar
- 1999: Die Straßen von Berlin – CQ 371
- 2000: Die Cleveren – Die Jagd
- 2001: Richard II
- 2005: Sommer vorm Balkon
- 2009: Kabale und Liebe
- 2010: Nemesis
- 2013: Exit Marrakech
- 2014: Tatort: Der Wüstensohn
- 2016: Dinky Sinky
- 2017: Tatort: Der Tod ist unser ganzes Leben
- 2017: Tatort: Hardcore
- 2017: LOCKDOWN – Tödliches Erwachen
- 2019: SOKO Leipzig – Crystal
- 2021: Schneller als die Angst (TV-Thriller-Serie, ARD) – Regie: Florian Baxmeyer

## Hörspiele (Auswahl)
- 1985: Die Jacke – Autorin: Kristina Handke – Regie: Joachim Staritz
- 1986: Fabian oder Der Gang vor die Hunde – Autor: Erich Kästner – Regie: Joachim Staritz
- 1989: Santerre – Autor: Peter Brasch – Regie: Joachim Staritz
- 1991: Des Meisters Schüler – Autor: Gerhard Zwerenz – Regie: Hans Gerd Krogmann
- 1992: Mauser – Autor: Heiner Müller – Regie: Wolfgang Rindfleisch
- 1993: Die Andere und ich – Autor: Günter Eich – Regie: Peter Groeger
- 1994: Café Lustgarten oder Rituale des Abendlandes – Autor: Jiří Polák – Regie: Klaus-Michael Klingsporn
- 1996: Helden wie wir – Autor: Thomas Brussig – Regie: Wolfgang Rindfleisch
- 1996: Dacia Maraini: Stimmen – Regie: Götz Fritsch (Produktion: WDR)
- 1997:  Bauern, Bonzen und Bomben – Autor: Hans Fallada – Regie: Jürgen Dluzniewski
- 1997: Der Graf von Monte Christo – Autor: Alexandre Dumas – Regie: Walter Niklaus
- 1999: Prinz Telemach und sein Lehrer Mentor – Autor: Peter Hacks – Regie: Barbara Plensat
- 1999: Wilhelm Meisters Lehrjahre – Autor: Johann Wolfgang von Goethe – Regie: Götz Fritsch
- 2002: Prometheus – Autor: Franz Fühmann – Regie: Hans Gerd Krogmann
- 2003: Putze Polina – Autor: Stefan Amzoll – Regie: Wolfgang Rindfleisch
- 2003: Mein Freund Maigret – Autor: Georges Simenon – Regie: Judith Kuckart und Susanne Feldmann
- 2003: 20.000 Meilen unter dem Meer – Autor: Jules Verne – Regie: Walter Adler
- 2003: Zügellos – Autor: Dick Francis – Regie: Klaus Zippel
- 2003: Unter dem Milchwald – Autor: Dylan Thomas – Regie: Götz Fritsch
- 2004: Die Umsiedlerin oder Das Leben auf dem Lande – Autor: Heiner Müller – Regie: Wolfgang Rindfleisch
- 2004: Making of ... - Autor: Heiner Grenzland/Tobias Hülswitt - Regie: Heiner Grenzland
- 2004: Pelle der Eroberer – Autor: Martin Andersen Nexø – Regie: Götz Fritsch
- 2007: Neues von Herrn Bello – Autor: Paul Maar – Regie: Petra Feldhoff
- 2007: Innere Sicherheit – Autorin: Christa von Bernuth – Regie: Irene Schuck
- 2008: Krieger – Autor: Torsten Buchsteiner – Regie: Annette Kurth
- 2008: Radio-Tatort, Folge: Schöne Aussicht – Autor: Volkmar Röhrig – Regie: Götz Fritsch
- 2014: Der Meister und Margarita – Autor: Michail Bulgakow – Regie: Klaus Buhlert
- 2014: Frauen Geschichten: Radio Penthesilea. Frei nach Motiven aus Heinrich von Kleists Drama Penthesilea – Produktion, Bearbeitung und Regie: Julia Wissert; Katrin Herm; Peter Blum; David Schnaegelberger; Klaus Buhlert
- 2015: Die Kontrakte des Kaufmanns – Autorin: Elfriede Jelinek – Regie: Leonhard Koppelmann
- 2017: Das Schloss – Autor: Franz Kafka – Regie: Klaus Buhlert